# 제1회 가톨릭영화제
제1회 가톨릭영화제는 2014년 10월 30일에 열린 시상식이다.

## 수상 및 후보

### 대상
- 절경 - 남근학 수상

### 우수상
- 일어나 - 정승현 수상

### 장려상
- 미드나잇 썬 - 강지숙 수상
- 낙원동 - 최진영 수상
- 낙원동 - 김영수 수상
- 대면 - 거꾸로 선 용서를 위하여 - 이수진 수상

### 관객상
- 마트로 간 소년 - 이다혜 수상

### CaFF초이스
- 제주의 영혼들 - 레지스 트렘블레이
- 목숨 - 이창재
- 그 사람 추기경 - 전성우 외 1명
- 네브라스카 - 알렉산더 페인
- 심플 라이프 - 허안화
- 네 번 - 미켈란젤로 프라마르티노

### CaFF초이스 단편
- 댐 키퍼 - 로버트 콘도 외 1명
- 조용한 사랑 - 프라산티 바르마
- 산티아고로 가는 길 - 모로 카라로
- 등대 - 페르하트 젠긴
- 부엉이의 눈 - 민병훈
- 고백 - 타넬 툼
- 향 - 김유신
- 수업 - 박남원
- 발코니 - 렌디타 제치라지

### CaFF단편경쟁
- 마트로 간 소년 - 이다혜
- 만조 - 박범준
- 점프샷 - 엄대용
- 파고 - 진성문
- 풍장 - 박지훈
- 귀머거리와 바람 - 황규일
- 사랑해 - 김철웅
- 신들린 연기 - 황동익
- 웃으세요 - 원풍연
- 일어나 - 정승현
- 참관수업 - 임종우
- 낙원동 - 최진영
- 내 작은 동생 - 김소영
- 미드나잇 썬 - 강지숙
- 사려 깊은 밤 - 윤호준
- 여름 기류 - 정승민
- 절경 - 남근학
- 대면 - 거꾸로 선 용서를 위하여 - 이수진
- 배워야 산다 - 박현식
- 9월이 지나면 - 고형동
- 12번째 보조사제 - 장재현
- D-24 - 신우석

### CaFF클래식
- 지저스 크라이스트 슈퍼스타 - 노만 주이슨
- 나는 고백한다 - 알프레드 히치콕

### CaFF특별전
- 성프란체스코 - 프랑코 제페렐리
- 프란치스코 효과 - 세바스찬 고메즈 외 1명

### 메이드 인 가톨릭
- 눈물 젖은 빵 - 이민우
- 매듭 - 김준호
- 기도 손 - 윤용현
- 마중물 - 강병완
- 편지 - 노설아
- 큰아들 - 배기선
- 백조의 꿈 - 서문희
- 도시락 - 이영진